# Барбара Джонсън
Барбара Елън Джонсън (на английски: Barbara Ellen Johnson) е американски литературовед, философ и преводач.

## Биография
Родена е в Бостън на 4 октомври 1947 г. в семейството на Джилбърт и Присила Джонсън. Завършва Обърлин колидж през 1969 г. и защитава докторска степен по френска филология в Йейлския университет през 1977 г. под научното ръководство на Пол де Ман. Професор по англицистика и сравнително литературознание в Харвардския университет.
Умира на 27 август 2009 г. след продължителна болест. В течение на 8 години след диагностицирането си със спиноцеребеларна атаксия, болест, чиито ефекти наподобяват тези на множествената склероза, като затруднява движението и дори говора, Барбара Джонсън продължава да води научното ръководство на дисертации в Харвард.